# Jurangagung
Jurangagung is een bestuurslaag in het regentschap Kendal van de provincie Midden-Java, Indonesië. Jurangagung telt 2663 inwoners (volkstelling 2010).